# Чемпионат мира по волейболу среди мужчин 2018 — квалификация (Северная, Центральная Америка и Карибский бассейн)
Квалификация (отборочный турнир) 19-го чемпионата мира по волейболу среди мужчин среди стран-членов Конфедерации волейбола Северной, Центральной Америки и Карибского бассейна (NORCECA) проходила с 9 июля 2016 по 12 ноября 2017 года. Первоначально заявки на участие поступили от 41 страны, но после отказа Бонайре и Сабы число участников сократилось до 39. Разыгрывалось 5 путёвок на чемпионат мира, которые выиграли сборные США, Доминиканской Республики, Канады, Пуэрто-Рико и Кубы. 

## Команды-участницы
| - Американские Виргинские острова - Ангилья - Антигуа и Барбуда - Аруба - Багамские Острова - Барбадос - Белиз - Бермудские острова - Британские Виргинские острова - Республика Гаити - Гваделупа - Гватемала - Гондурас | - Гренада - Доминика - Доминиканская Республика - Каймановы острова - Канада - Коста-Рика - Куба - Кюрасао - Мартиника - Мексика - Монтсеррат - Никарагуа - Панама | - Пуэрто-Рико - Сальвадор - Сент-Люсия - Сен-Мартен - Сент-Винсент и Гренадины - Сент-Китс и Невис - Синт-Мартен - Синт-Эстатиус - Суринам - США - Теркс и Кайкос - Тринидад и Тобаго - Ямайка |

От участия отказались первоначально заявленные  Бонайре и  Саба.

## Формула соревнований
Североамериканская квалификация состояла из трёх этапов отбора. 6 лучших по рейтингу сборных команд напрямую допущены в 3-й (финальный) раунд, в качестве которого служил чемпионат NORCECA 2017. Остальные участники начали отборочный турнир с 1-й или со 2-й стадии. 1-й и 2-й этапы квалификации проводились в рамках трёх региональных ассоциаций — Центральноамериканской (AFECAVOL), Карибской (CAZOVA) и Восточно-карибской (ECVA). Путёвки в финальный этап получили по две лучшие команды от ассоциаций. 
После отказа от участия в чемпионате NORCECA сборных Кубы и Пуэрто-Рико, связанного с катастрофическими для этих стран последствиями ураганов Ирма и Мария, было решено провести дополнительный раунд континентальной квалификации, в котором приняли участие сборные этих стран, а также 4-я и 5-я команды по итогам чемпионата NORCECA 2017.
Первичным критерием при распределении мест в группах является общее количество побед, затем — общее количество очков, соотношение партий, соотношение мячей, результаты личных встреч. За победы со счётом 3:0 команды получают по 5 очков, за победы 3:1 — по 4, 3:2 — по 3, за поражения 2:3 — по 2, 1:3 — по 1 очку, за поражения 0:3 очки не начисляются. 

## 1-й групповой этап

### Зона CAZOVA

#### Группа А
22—23.10.2016. Ривьер-Сале (Мартиника)
| М | Команда           | 1   | 2   | 3   | И | В | П | С/П | О |
| - | ----------------- | --- | --- | --- | - | - | - | --- | - |
| 1 | Багамские Острова |     | 3:2 | 3:0 | 2 | 2 | 0 | 6:2 | 8 |
| 2 | Мартиника         | 2:3 |     | 3:0 | 2 | 1 | 1 | 5:3 | 7 |
| 3 | Аруба             | 0:3 | 0:3 |     | 2 | 0 | 2 | 0:6 | 0 |

22 октября
Багамские Острова — Мартиника 3:2 (25:23, 21:25, 25:27, 25:22, 18:16).
23 октября
Багамские Острова — Аруба 3:0 (25:20, 25:12, 25:15).
Мартиника — Аруба 3:0 (25:19, 25:22, 25:21).

#### Группа В
30—31.10.2016. Парамарибо (Суринам)
| М | Команда        | 1   | 2   | 3   | 4   | И | В | П | С/П | О  |
| - | -------------- | --- | --- | --- | --- | - | - | - | --- | -- |
| 1 | Ямайка         |     | 3:1 | 3:0 | 3:0 | 3 | 3 | 0 | 9:1 | 14 |
| 2 | Суринам        | 1:3 |     | 3:2 | 3:0 | 3 | 2 | 1 | 7:5 | 9  |
| 3 | Гваделупа      | 0:3 | 2:3 |     | 3:0 | 3 | 1 | 2 | 5:6 | 7  |
| 4 | Теркс и Кайкос | 0:3 | 0:3 | 0:3 |     | 3 | 0 | 3 | 0:9 | 0  |

30 октября
Ямайка — Суринам 3:1 (19:25, 25:16, 25:18, 25:17).
Гваделупа — Теркс и Кайкос 3:0 (25:12, 25:21, 25:17).
Ямайка — Гваделупа 3:0 (25:23, 25:17, 25:21).
Суринам — Теркс и Кайкос 3:0 (25:11, 25:12, 25:11).
31 октября
Ямайка — Теркс и Кайкос 3:0 (25:6, 25:7, 25:11).
Суринам — Гваделупа 3:2 (23:25, 25:23, 25:19, 23:25, 15:11).

#### Группа С
9—10.07.2016. Порт-о-Пренс (Гаити)
| М | Команда                         | 1   | 2   | 3   | 4   | И | В | П | С/П | О  |
| - | ------------------------------- | --- | --- | --- | --- | - | - | - | --- | -- |
| 1 | Гаити                           |     | 3:0 | 3:0 | 3:0 | 3 | 3 | 0 | 9:0 | 15 |
| 2 | Кюрасао                         | 0:3 |     | 3:0 | 3:0 | 3 | 2 | 1 | 6:3 | 10 |
| 3 | Американские Виргинские острова | 0:3 | 0:3 |     | 3:0 | 3 | 1 | 2 | 3:6 | 5  |
| 4 | Каймановы острова               | 0:3 | 0:3 | 0:3 |     | 3 | 0 | 3 | 0:9 | 0  |

9 июля
Кюрасао — Американские Виргинские острова 3:0 (25:21, 25:16, 26:24).
Гаити — Каймановы острова 3:0 (25:10, 25:17, 25:16).
10 июля
Кюрасао — Каймановы острова 3:0 (25:18, 25:21, 25:20).
Гаити — Американские Виргинские острова 3:0 (25:16, 25:19, 25:16).
Американские Виргинские острова — Каймановы острова 3:0 (25:19, 25:19, 25:20).
Гаити — Кюрасао 3:0 (27:25, 25:21, 25:19).

### Зона ECVA

#### Группа А
9—11.09.2016. Сент-Джонс (Антигуа и Барбуда)
| М | Команда           | 1   | 2   | 3   | 4   | И | В | П | С/П | О  |
| - | ----------------- | --- | --- | --- | --- | - | - | - | --- | -- |
| 1 | Антигуа и Барбуда |     | 3:1 | 3:0 | 3:0 | 3 | 3 | 0 | 9:1 | 14 |
| 2 | Ангилья           | 1:3 |     | 3:0 | 3:0 | 3 | 2 | 1 | 7:3 | 11 |
| 3 | Синт-Эстатиус     | 0:3 | 0:3 |     | 3:1 | 3 | 1 | 2 | 3:7 | 4  |
| 4 | Монтсеррат        | 0:3 | 0:3 | 1:3 |     | 3 | 0 | 3 | 1:9 | 1  |

9 сентября
Ангилья — Синт-Эстатиус 3:0 (25:8, 25:15, 25:22).
Антигуа и Барбуда — Монтсеррат 3:0 (25:16, 25:13, 25:8).
Антигуа и Барбуда — Синт-Эстатиус 3:0 (25:6, 25:16, 25:14).
10 сентября
Синт-Эстатиус — Монтсеррат 3:1 (27:25, 23:25, 25:18, 25:21).
Антигуа и Барбуда — Ангилья 3:1 (25:21, 17:25, 25:13, 25:23).
11 сентября
Ангилья — Монтсеррат 3:0 (25:15, 25:15, 25:18).
Матч за 3-е место. Синт-Эстатиус — Монтсеррат 3:0 (25:14, 25:14, 25:16).
ФИНАЛ. Антигуа и Барбуда — Ангилья 3:1 (25:18, 22:25, 33:31, 25:13).

#### Группа В
20—21.08.2016. Сент-Джорджес (Гренада)
| М | Команда                  | 1   | 2   | 3   | 4   | И | В | П | С/П | О  |
| - | ------------------------ | --- | --- | --- | --- | - | - | - | --- | -- |
| 1 | Сент-Винсент и Гренадины |     | 3:1 | 3:1 | 3:0 | 3 | 3 | 0 | 9:1 | 13 |
| 2 | Сент-Китс и Невис        | 1:3 |     | 1:3 | 3:1 | 3 | 1 | 2 | 7:3 | 6  |
| 3 | Бермудские острова       | 1:3 | 3:1 |     | 1:3 | 3 | 1 | 2 | 3:7 | 6  |
| 4 | Гренада                  | 0:3 | 1:3 | 3:1 |     | 3 | 1 | 2 | 1:9 | 5  |

20 августа
Сент-Винсент и Гренадины — Сент-Китс и Невис 3:1 (25:21, 20:25, 27:25, 25:21).
Гренада — Бермудские острова 3:1 (18:25, 25:18, 25:23, 29:27).
Сент-Винсент и Гренадины — Бермудские острова 3:1 (25:23, 25:16, 19:25, 25:15).
Сент-Китс и Невис — Гренада 3:1 (25:18, 25:22, 21:25, 25:23).
21 августа
Бермудские острова — Сент-Китс и Невис 3:1 (14:25, 25:19, 25:21, 25:23).
Сент-Винсент и Гренадины — Гренада 3:0 (25:23, 25:20, 28:26).
Матч за 3-е место. Гренада — Бермудские острова 3:0 (25:23, 25:19, 28:26).
ФИНАЛ. Сент-Винсент и Гренадины — Сент-Китс и Невис 3:0 (25:19, 25:22, 25:22).

#### Группа С
27—28.08.2016. Мариго (Сен-Мартен)
| М | Команда                       | 1   | 2   | 3   | И | В | П | С/П | О |
| - | ----------------------------- | --- | --- | --- | - | - | - | --- | - |
| 1 | Сен-Мартен                    |     | 3:1 | 3:0 | 2 | 2 | 0 | 6:1 | 9 |
| 2 | Синт-Мартен                   | 1:3 |     | 3:0 | 2 | 1 | 1 | 4:3 | 6 |
| 3 | Британские Виргинские острова | 0:3 | 0:3 |     | 2 | 0 | 2 | 0:6 | 0 |

27 августа
Синт-Мартен — Британские Виргинские острова 3:0 (25:14, 25:15, 25:15).
Сен-Мартен — Синт-Мартен 3:1 (16:25, 26:24, 25:20, 25:19).
28 августа
Сен-Мартен — Британские Виргинские острова 3:0 (25:19, 25:16, 25:13).
ФИНАЛ. Синт-Мартен — Сен-Мартен 3:2 (25:13, 22:25, 22:25, 26:24, 15:10).

### Зона AFECAVOL
24—30.09.2016. Белиз (Белиз)
| М | Команда                  | 1   | 2   | 3   | 4   | 5   | 6   | 7   | И | В | П | С/П   | О  |
| - | ------------------------ | --- | --- | --- | --- | --- | --- | --- | - | - | - | ----- | -- |
| 1 | Гватемала                |     | 3:1 | 3:0 | 3:0 | 3:0 | 3:0 | 3:0 | 6 | 6 | 0 | 18:1  | 29 |
| 2 | Доминиканская Республика | 1:3 |     | 3:2 | 3:0 | 3:0 | 3:0 | 3:0 | 6 | 5 | 1 | 16:5  | 24 |
| 3 | Белиз                    | 0:3 | 2:3 |     | 3:2 | 3:1 | 3:0 | 3:1 | 6 | 4 | 2 | 14:10 | 18 |
| 4 | Сальвадор                | 0:3 | 0:3 | 2:3 |     | 3:0 | 3:2 | 3:0 | 6 | 3 | 3 | 11:11 | 15 |
| 5 | Панама                   | 0:3 | 0:3 | 1:3 | 0:3 |     | 3:1 | 3:2 | 6 | 2 | 4 | 7:15  | 8  |
| 6 | Гондурас                 | 0:3 | 0:3 | 0:3 | 2:3 | 1:3 |     | 3:0 | 6 | 1 | 5 | 6:15  | 8  |
| 7 | Никарагуа                | 0:3 | 0:3 | 1:3 | 0:3 | 2:3 | 0:3 |     | 6 | 0 | 6 | 3:18  | 3  |

24 сентября
Доминиканская Республика — Панама 3:0 (25:18, 25:16, 25:16).
Гондурас — Никарагуа 3:0 (26:24, 27:25, 25:22).
Белиз — Сальвадор 3:2 (25:13, 18:25, 27:25, 18:25, 16:14).
25 сентября
Доминиканская Республика — Гондурас 3:0 (25:17, 25:15, 25:17).
Сальвадор — Панама 3:0 (25:15, 25:19, 25:20).
Гватемала — Белиз 3:0 (25:15, 25:18, 25:20).
26 сентября
Сальвадор — Никарагуа 3:0 (31:29, 25:12, 25:21).
Гватемала — Гондурас 3:0 (25:15, 25:18, 25:16).
Белиз — Панама 3:1 (25:21, 25:12, 20:25, 25:17).
27 сентября
Гватемала — Доминиканская Республика 3:1 (18:25, 25:23, 25:21, 25:21).
Панама — Гондурас 3:1 (25:18, 18:25, 25:22, 27:25).
Белиз — Никарагуа 3:1 (29:27, 21:25, 25:22, 25:20).
28 сентября
Гватемала — Сальвадор 3:0 (26:24, 25:22, 25:20).
Панама — Никарагуа 3:2 (25:19, 23:25, 23:25, 25:18, 15:7).
Доминиканская Республика — Белиз 3:2 (25:17, 21:25, 25:10, 22:25, 15:12).
29 сентября
Сальвадор — Гондурас 3:2 (24:26, 25:23, 25:18, 22:25, 15:13).
Доминиканская Республика — Никарагуа 3:0 (25:13, 25:22, 25:18).
Гватемала — Панама 3:0 (25:20, 25:19, 25:19).
30 сентября
Гватемала — Никарагуа 3:0 (25:16, 25:14, 25:22).
Доминиканская Республика — Сальвадор 3:0 (25:15, 25:13, 25:12).
Белиз — Гондурас 3:0 (25:16, 26:24, 25:15).

### Итоги
Две лучшие команды зоны AFECAVOL (Гватемала и Доминиканская Республика) вышли в 3-й (финальный) раунд квалификации. По две лучшие из групп зон CAZOVA и ECVA вышли во 2-й групповой раунд, где к ним присоединились Тринидад и Тобаго, Барбадос (CAZOVA), Сент-Люсия, Доминика (ECVA).

## 2-й групповой этап

### Зона CAZOVA
Карибский чемпионат
4—9.07.2017. Кува (Тринидад и Тобаго)

#### Группа D
| М | Команда           | 1   | 2   | 3   | 4   | И | В | П | С/П | О  |
| - | ----------------- | --- | --- | --- | --- | - | - | - | --- | -- |
| 1 | Тринидад и Тобаго |     | 3:2 | 3:2 | 3:2 | 3 | 3 | 0 | 9:6 | 9  |
| 2 | Суринам           | 2:3 |     | 3:1 | 3:1 | 3 | 2 | 1 | 8:5 | 10 |
| 3 | Мартиника         | 2:3 | 1:3 |     | 3:0 | 3 | 1 | 2 | 6:6 | 8  |
| 4 | Кюрасао           | 2:3 | 1:3 | 0:3 |     | 3 | 0 | 3 | 3:9 | 3  |

4 июля
Суринам — Мартиника 3:1 (25:21, 17:25, 25:23, 25:19).
Тринидад и Тобаго — Кюрасао 3:2 (23:25, 22:25, 25:23, 25:23, 15:12).
5 июля
Мартиника — Кюрасао 3:0 (25:14, 25:23, 25:23).
Тринидад и Тобаго — Суринам 3:2 (22:25, 25:22, 28:30, 25:21, 15:9).
6 июля
Суринам — Кюрасао 3:1 (25:20, 24:26, 25:19, 25:23).
Тринидад и Тобаго — Мартиника 3:2 (25:22, 20:25, 19:25, 25:21, 15:8).

#### Группа Е
| М | Команда           | 1   | 2   | 3   | 4   | И | В | П | С/П | О  |
| - | ----------------- | --- | --- | --- | --- | - | - | - | --- | -- |
| 1 | Барбадос          |     | 3:2 | 3:2 | 3:2 | 3 | 3 | 0 | 9:6 | 9  |
| 2 | Ямайка            | 2:3 |     | 3:1 | 3:0 | 3 | 2 | 1 | 8:4 | 11 |
| 3 | Гаити             | 2:3 | 1:3 |     | 3:1 | 3 | 1 | 2 | 6:7 | 7  |
| 4 | Багамские Острова | 2:3 | 0:3 | 1:3 |     | 3 | 0 | 3 | 3:9 | 3  |

4 июля
Ямайка — Гаити 3:1 (25:22, 25:20, 19:25, 25:22).
Барбадос — Багамские Острова 3:2 (22:25, 25:19, 12:25, 25:18, 15:11).
5 июля
Ямайка — Багамские Острова 3:0 (25:18, 25:19, 25:18).
Барбадос — Гаити 3:2 (22:25, 19:25, 25:23, 25:18, 15:13).
6 июля
Гаити — Багамские Острова 3:1 (28:26, 25:16, 16:25, 25:19).
Барбадос — Ямайка 3:2 (25:19, 17:25, 25:22, 20:25, 16:14).

#### Плей-офф
7 июля. Матч за 7-е место. Кюрасао — Багамские Острова 3:2 (27:29, 25:16, 20:25, 25:22, 16:14).
7 июля. Четвертьфинал
Мартиника — Ямайка 3:0 (25:15, 25:23, 25:17).
Гаити — Суринам 3:1 (20:25, 25:20, 25:21, 33:31).
8 июля. Полуфинал
Мартиника — Барбадос 3:1 (28:26, 25:20, 14:25, 25:23).
Тринидад и Тобаго — Гаити 3:1 (22:25, 25:20, 25:21, 25:22).
8 июля. Матч за 5-е место. Ямайка — Суринам 3:2 (26:24, 24:26, 25:22, 23:25, 19:17).
9 июля. Матч за 3-е место. Барбадос — Гаити 3:0 (25:19, 25:13, 27:25).
9 июля. ФИНАЛ. Тринидад и Тобаго — Мартиника 3:1 (23:25, 25:17, 25:16, 25:23).

#### Итоги
Итоговая расстановка: 1. Тринидад и Тобаго; 2. Мартиника; 3. Барбадос; 4. Гаити; 5. Ямайка; 6. Суринам; 7. Кюрасао; 8 Багамские Острова. Две лучшие команды зоны CAZOVA (Тринидад и Тобаго и Мартиника) вышли в 3-й (финальный) раунд квалификации.

### Зона ECVA

#### Группа D
12—13.08.2017. Грос-Айлет (Сент-Люсия)
| М | Команда     | 1   | 2   | 3   | 4   | И | В | П | С/П | О  |
| - | ----------- | --- | --- | --- | --- | - | - | - | --- | -- |
| 1 | Сент-Люсия  |     | 3:0 | 3:1 | 3:0 | 3 | 3 | 0 | 9:1 | 14 |
| 2 | Синт-Мартен | 0:3 |     | 3:0 | 3:1 | 3 | 2 | 1 | 6:4 | 9  |
| 3 | Ангилья     | 1:3 | 0:3 |     | 3:0 | 3 | 1 | 2 | 4:6 | 6  |
| 4 | Сен-Мартен  | 0:3 | 1:3 | 0:3 |     | 3 | 0 | 3 | 1:9 | 1  |

12 августа
Сент-Люсия — Сен-Мартен 3:0 (25:18, 25:20, 25:21).
Синт-Мартен — Ангилья 3:0 (25:17, 25:17, 25:22).
Синт-Мартен — Сен-Мартен 3:1 (25:18, 25:19, 23:25, 30:28).
Сент-Люсия — Ангилья 3:1 (21:25, 25:18, 25:18, 25:20).
13 августа
Ангилья — Сен-Мартен 3:0 (25:18, 25:23, 26:24).
Сент-Люсия — Синт-Мартен 3:0 (25:19, 26:24, 25:19).
Матч за 3-е место. Сен-Мартен — Ангилья 3:2 (25:18, 21:25, 22:25, 25:14, 15:12).
ФИНАЛ. Сент-Люсия — Синт-Мартен 3:0 (25:18, 25:19, 25:16).

#### Группа Е
9—10.08.2017. Грос-Айлет (Сент-Люсия)
| М | Команда                  | 1   | 2   | 3   | 4   | И | В | П | С/П | О  |
| - | ------------------------ | --- | --- | --- | --- | - | - | - | --- | -- |
| 1 | Сент-Винсент и Гренадины |     | 3:1 | 2:3 | 3:1 | 3 | 2 | 1 | 8:5 | 14 |
| 2 | Доминика                 | 1:3 |     | 3:1 | 3:2 | 3 | 2 | 1 | 7:6 | 8  |
| 3 | Антигуа и Барбуда        | 3:2 | 1:3 |     | 3:1 | 3 | 2 | 1 | 7:6 | 8  |
| 4 | Сент-Китс и Невис        | 1:3 | 2:3 | 1:3 |     | 3 | 0 | 3 | 1:9 | 4  |

Соотношение мячей: Доминика — 0,966; Антигуа и Барбуда — 0,960. 
9 августа
Доминика — Антигуа и Барбуда 3:1 (26:28, 25:19, 25:20, 25:20).
Сент-Винсент и Гренадины — Сент-Китс и Невис 3:1 (25:23, 26:24, 14:25, 30:28).
Сент-Винсент и Гренадины — Доминика 3:1 (25:18, 25:27, 25:14, 25:18).
Антигуа и Барбуда — Сент-Китс и Невис 3:1 (30:28, 25:20, 19:25, 26:24).
10 августа
Доминика — Сент-Китс и Невис 3:2 (21:25, 18:25, 25:20, 25:23, 15:12).
Антигуа и Барбуда — Сент-Винсент и Гренадины 3:2 (19:25, 19:25, 25:22, 25:20, 15:12).
Матч за 3-е место. Антигуа и Барбуда — Сент-Китс и Невис 3:2 (24:26, 25:27, 25:20, 25:19, 15:9).
ФИНАЛ. Сент-Винсент и Гренадины — Доминика 3:1 (22:25, 25:19, 25:18, 25:21).

#### Итоги
Победители групп зоны CAZOVA (Сент-Люсия и Сент-Винсент и Гренадины) вышли в 3-й (финальный) раунд квалификации.

## 3-й (финальный) этап

### Чемпионат NORCECA
Чемпионат NORCECA по волейболу среди мужчин прошёл с 26 сентября по 1 октября 2017 в Колорадо-Спрингсе (США). По его итогам путёвки на чемпионат мира получили призёры — сборные США, Доминиканской Республики и Канады. Сборные Мексики и Гватемалы продолжат борьбу за попадание на чемпионат мира в дополнительном раунде (Финале четырёх) со сборными Кубы и Пуэрто-Рико. 
Итоговое положение команд
| 1. США                      |
| 2. Доминиканская Республика |
| 3. Канада                   |
| 4. Мексика                  |
| 5. Гватемала                |
| 6. Тринидад и Тобаго        |
| 7. Мартиника                |
| 8. Коста-Рика               |
| 9. Сент-Винсент и Гренадины |
| 10. Сент-Люсия              |

### Финал четырёх
10—12.11.2017. Пинар-дель-Рио (Куба)
| М | Команда     | 1   | 2   | 3   | 4   | И | В | П | С/П | О  |
| - | ----------- | --- | --- | --- | --- | - | - | - | --- | -- |
| 1 | Пуэрто-Рико |     | 0:3 | 3:0 | 3:0 | 3 | 2 | 1 | 6:3 | 10 |
| 2 | Куба        | 3:0 |     | 0:3 | 3:0 | 3 | 2 | 1 | 6:3 | 10 |
| 3 | Мексика     | 0:3 | 3:0 |     | 3:0 | 3 | 2 | 1 | 6:3 | 10 |
| 4 | Гватемала   | 0:3 | 0:3 | 0:3 |     | 3 | 0 | 3 | 0:9 | 0  |

Соотношение мячей: Пуэрто-Рико — 1,157; Куба — 1,124; Мексика — 1,052.
10 ноября
Пуэрто-Рико — Мексика 3:0 (25:12, 25:21, 25:21).
Куба — Гватемала 3:0 (25:15, 25:15, 25:18).
11 ноября
Пуэрто-Рико — Гватемала 3:0 (25:19, 25:20, 25:18).
Мексика — Куба 3:0 (25:17, 25:23, 25:23).
12 ноября
Мексика — Гватемала 3:0 (25:14, 25:20, 25:22).
Куба — Пуэрто-Рико 3:0 (25:21, 25:22, 30:28).
Обладателями двух оставшихся путёвок на чемпионат мира по волейболу 2018 года среди мужских сборных по итогам финала четырёх 3-го этапа североамериканской квалификации стали Пуэрто-Рико и Куба.